# HD202103
HD202103 — хімічно пекулярна зоря спектрального класу A4, що має видиму зоряну величину в смузі V приблизно  5,7.
Вона  розташована на відстані близько 396,8 світлових років від Сонця.